# Central District (Botswana)
Der Central District (deutsch Zentral-Distrikt) ist ein Distrikt Botswanas. Mit 147.730 Quadratkilometern Fläche und 706.135 Einwohnern (2022) ist er der größte Distrikt des Landes bezüglich Fläche und Bevölkerungszahl.

## Geografie
Der Distrikt grenzt im Uhrzeigersinn, beginnend im Norden, an den Chobe District, die Provinz Matabeleland North in Simbabwe, den North East District, die Provinz Matabeleland South in Simbabwe, die Provinz Limpopo in Südafrika, den Kgatleng District, den Kweneng District, den Ghanzi District und den North West District.
| North West District | Chobe District                              | Matabeleland North, Simbabwe                      |
| Ghanzi District     | Kompassrose, die auf Nachbargemeinden zeigt | North East District, Matabeleland South, Simbabwe |
| Kweneng District    | Kgatleng District                           | Limpopo, Südafrika                                |

Im Nördlichen Teil des Distrikts liegen die Makgadikgadi-Salzpfannen, die durch die Flüsse Boteti und Nata gespeist werden. Die Grenze zu Südafrika bildet der Limpopo, die zum North East District und dem südlichen Simbabwe der Shashe. Einen Teil der Grenze zum Kgatleng District bildet der Notwane.

## Infrastruktur
Größere Orte sind Palapye, Selebi-Phikwe, Mahalapye und die Distrikthauptstadt Serowe. Der Distrikt umfasst das traditionelle Gebiet des Bamangwato (Bangwato)-Stammes der Batswana, aus dem unter anderem drei der vier bisherigen Präsidenten Botswanas, Seretse Khama, Festus Mogae und Ian Khama, hervorgegangen sind.
Selebi-Phikwe und Sowa bilden eigene Verwaltungseinheiten, die von einem Town Council geführt werden.
Der Distrikt ist in die Sub-Distrikte Bobonong, Boteti, Mahalapye, Orapa, Serowe/Palapye und Tutume eingeteilt.

## Demografie
| Jahr | Einwohner |
| ---- | --------- |
| 1981 | 358.024   |
| 1991 | 463.797   |
| 2001 | 563.260   |
| 2011 | 638.604   |
| 2022 | 706.135   |